# Lupinus jonesii
Lupinus jonesii är en ärtväxtart som beskrevs av Per Axel Rydberg. Lupinus jonesii ingår i släktet lupiner, och familjen ärtväxter. Inga underarter finns listade i Catalogue of Life.